# Gracieuse (1916)
Pour les articles homonymes, voir La Gracieuse.
La Gracieuse est une canonnière de lutte anti-sous-marine de la Marine française, de classe Ardent. Elle a également été classée successivement comme dragueur de mines et comme aviso.

## Conception
La Gracieuse n’est pas le premier navire de ce nom dans la Marine française : de 1671 à la fin du XVIIIe siècle, neuf frégates et une corvette du même nom se succèdent. La frégate La Gracieuse (1750-1783) participe à la guerre de Sept Ans et à la guerre d'indépendance des États-Unis.
La canonnière La Gracieuse a une longueur de 60,20 mètres, un maître-bau de 7,20 mètres, un tirant d'eau de 2,90 mètres,. Son déplacement est de 350 tonneaux. Sa propulsion repose sur une machine à vapeur alternative à triple expansion, alimentée au charbon, d’une puissance de 2500 ch,, actionnant une hélice unique, qui lui donne une vitesse de pointe de 17 nœuds,. Son armement se compose de deux canons de 100 mm,, placés à ses extrémités (proue et poupe) et de grenades anti-sous-marines,. Son équipage est de 55 hommes,.

## Historique
La Gracieuse est mise en chantier à Lorient en 1916. Elle est lancée le 9 novembre 1916, terminée et mise en service avant la fin de l’année 1916,.

### Première Guerre mondiale
En décembre 1916, la Gracieuse est affectée à la Division des patrouilles de la Méditerranée orientale. De 1917 à 1918, elle effectue de nombreuses patrouilles au large de l’Algérie,.
Le 22 juin 1917, avec L'Impatiente, elle escorte le paquebot mixte L'Himalaya et deux autres navires qui voyagent de Bizerte à Marseille. Parvenu à 24 milles marins de Marettimo, à la position approximative 38° 03′ N, 11° 31′ E, L'Himalaya est coulé par le sous-marin allemand U-63, (commandant : Kapitänleutnant Otto Schultze). L'U-63 réussit à plonger avant que la Gracieuse et L'Impatiente n’aient le temps de l’attaquer. Il ne reste plus aux deux canonnières qu’à recueillir les survivants. Elles sauvent 102 soldats français et 69 membres d’équipage qui étaient sur L'Himalaya. On déplore 32 soldats et 4 membres d’équipage morts ou disparus.
Le 10 juin 1918, la Gracieuse est à nouveau le témoin impuissant d’un autre drame de la mer. Avec le Fier, elle escorte un convoi composé de la Nièvre et du navire auxiliaire Nivernais,, chargé de 8 000 moutons, qui se rendent d’Alger à Marseille. Vers 22 h 40, dans le sud des îles Baléares, à la position approximative 38° 10′ N, 4° 07′ E (ou 38° 18′ N, 4° 08′ E selon une autre source), le Nivernais est torpillé et coulé par le sous-marin UB-48 (commandant : Oberleutnant zur See Wolfgang Steinbauer,). Le Nivernais coule par l’avant trois minutes après l’explosion. Le sous-marin attaquant plonge aussitôt et disparaît. Encore une fois, il ne reste plus à la Gracieuse qu’à recueillir les rescapés. Le LV Vallée, commandant la Gracieuse, signale dans son rapport qu’il a sauvé 34 naufragés, (dont 4 officiers) dont 4 blessés. Il y avait à bord du Nivernais 54 hommes, équipage et passagers additionnés.
Au 1er juillet 1918, la Gracieuse fait partie de la 5e escadrille de contre-torpilleurs de la Division des patrouilles d’Algérie. En novembre 1918, la Gracieuse se trouve sur les côtes du Rif au Maroc.

### Entre-deux-guerres
En 1918, le lieutenant de vaisseau (et futur amiral) Jean Decoux prend le commandement de la Gracieuse,. Sous son commandement, la canonnière quitte Alger le 1er juin 1919 pour les bancs de Flandre. Elle est basée à Ostende avec deux autres canonnières. L'entrée du port d'Ostende est gênée à cette époque par l'épave de l'ex-croiseur britannique Vindictive qui a été coulé en 1918 par les Allemands afin de bloquer le port. L’épave ne sera retirée qu’en août 1920, dégageant enfin le passage. Dans son livre Histoire des marins français, le contre-amiral (CA) H. Granier indique que le LV Decoux « se distingua au cours de missions de dragage dans le secteur de Dunkerque et sur les côtes de Tunisie ». Jean Decoux évoque cette période dans son livre de mémoires Adieu Marine (Plon, 1957), au chapitre XV « La canonnière Gracieuse en Méditerranée et en mer du Nord (1918-1919) », pages 181 à 192. Il y indique que la Gracieuse quitte la mer du Nord pour la Méditerranée le 1er novembre 1919, en compagnie de la Curieuse, la Malicieuse et la Railleuse.
La Gracieuse sert à l'escadrille de dragage de Syrie et fait campagne en 1920 au Levant et en mer Noire,,. Au total, elle aura obtenu à trois reprises le bénéfice des campagnes de guerre. En décembre 1920, elle est de retour à Toulon, et affectée à la flottille du 5ème Arrondissement maritime. En octobre 1921, elle est « en disponibilité armée » à Toulon en attendant le remplacement de ses machines. Cette attente dure assez longtemps, plusieurs mois voire plusieurs années.
En 1924, la Gracieuse est reclassée comme « aviso de 2ème classe, » mais elle redevient officiellement canonnière en 1925, puis de nouveau aviso à partir de 1929. Sa dernière mission, en mars 1937, est la surveillance de la zone du Maroc espagnol , pendant la cruelle guerre civile qui déchire l'Espagne. Condamnée le 1er avril 1939, la Gracieuse est vendue pour démolition à Toulon.

## Commandants
- Lieutenant de vaisseau Jean Pierre Émile Marie Vallée[4] : août 1916 à décembre 1917[5],[7].
- Lieutenant de vaisseau Jean Decoux : 1918[5],[6],[8],[9]-1919[10].